# Sebranice (ort i Tjeckien, Södra Mähren)
Sebranice är en ort i Tjeckien.   Den ligger i regionen Södra Mähren, i den östra delen av landet, 170 km öster om huvudstaden Prag. Sebranice ligger 342 meter över havet och antalet invånare är 593.
Terrängen runt Sebranice är kuperad åt sydväst, men åt nordost är den platt. Sebranice ligger nere i en dal.Runt Sebranice är det ganska tätbefolkat, med 144 invånare per kvadratkilometer. Närmaste större samhälle är Boskovice, 5,2 km öster om Sebranice. Omgivningarna runt Sebranice är en mosaik av jordbruksmark och naturlig växtlighet.